# (4284) Kaho
(4284) Kaho es un asteroide perteneciente al cinturón de asteroides, descubierto el 16 de marzo de 1988 por Seiji Ueda y el astrónomo Hiroshi Kaneda desde el Kushiro Marsh Observatory, Hokkaido, Japón.

## Designación y nombre
Designado provisionalmente como 1988 FL3. Fue nombrado Kaho en honor al astrónomo japonés Shigeru Kaho.